# John Kricfalusi
John Kricfalusi (cunoscut ca John K, n. 9 septembrie 1955, Chicoutimi⁠(d), provincia Québec, Canada) este un caricaturist, actor de voce și producător canadian.
este creatorul serialului de televiziune animat Ren și Stimpy și al seriei sale spin-off Ren și Stimpy „Adult Party Cartoon”. El este, de asemenea, fondatorul Spümcø Studios.
În 2018, el a fost acuzat de doi foști artiști Spümcø că i-au abuzat sexual în adolescență, la sfârșitul anilor 1990.

## Viața timpurie
Născut în Canada, John Kricfalusi și-a petrecut tinerețea în Germania și Belgia, tatăl său servind la acea vreme în forțele aeriene. La vârsta de șapte ani, s-a întors în țara natală, Canada. S-a mutat în mijlocul școlii și și-a petrecut cea mai mare parte a timpului acasă, urmărind desene animate Hanna-Barbera și desenându-le. Interesul lui Kricfalusi pentru epoca de aur a animației ea însăși foarte puternic în timp ce studia la Sheridan College; a participat săptămânal la proiecția de filme și desene animate vechi de la Innis College, inclusiv cele ale lui Bob Clampett și Tex Avery, care au avut un impact profund asupra lui Kricfalusi.
A părăsit Sheridan College și s-a mutat la Los Angeles pentru a deveni creator de desene animate.

## Carieră

### Primul început în animație
După ce s-a mutat la Los Angeles, Kricfalusi a fost prezentat de Bob Clampett lui Milt Gray, care i-a sugerat ca Gray să o integreze în clasa sa de animație. La acea vreme, Gray lucra pentru Filmation, unde Kricfalusi a găsit mai târziu de lucru. Primul său desen animat independent a fost Ted Bakes One, pe care l-a produs alături de Bill Wray în 1979 pentru o rețea de televiziune. Din 1979 până la mijlocul anilor 1980, Kricfalusi a fost angajat la Filmation și mai târziu la Hanna-Barbera în multe emisiuni pe care le-a descris drept „Cele mai proaste animații din toate timpurile. ”Pretinde că a fost „salvat” din aceste proiecte de desene animate de regizorul Ralph Bakshi, care a lucrat alături de el în 1981 și 1982. Au debutat împreună la filmul Bobby's Girl, care a vândut la Tri-Star dar nu a mai fost anulat. Sub conducerea lui Bakshi, Kricfalusi a găzduit videoclipul muzical Rolling Stone din 1986, intitulat Harlem Shuffle.

### Ren și Stimpy
Kricfalusi fondează studioul de animație Spümcø cu Jim Smith, Bob Camp și Lynne Naylor. A debutat într-un episod pilot intitulat inițial Ren și Stimpy, în timpul lui Nickelodeon, după ce producătorul Nickelodeon Vanessa Coffey a fost de acord să regizeze un desen animat bazat pe cele două personaje eponime care au fost introduse de Kricfalusi. Episodul pilot a fost bine primit și, prin urmare, a dus la producerea a treisprezece episoade noi. Emisiunea a atins o audiență foarte mare pe Nickelodeon, dar canalul a dezaprobat regia lui Kricfalusi și termenele sale întârziate. Dezacordul dintre Kricfalusi și Nickelodeon iese în evidență în timpul realizării episodului „Man's Best Friend”, în care Ren îl agresează brutal pe George Liquor. Unul dintre episoade, Nurse Stimpy, nu a fost aprobat de Kricfalusi, iar Kricfalusi și-a schimbat porecla în Raymond Spum. Nickelodeon l-a concediat pe Kricfalusi din producție la sfârșitul lui septembrie 1992, lăsând producția serialului în mâinile Nickelodeon's Games Animation, care a continuat timp de trei sezoane înainte de a anula emisiunea.

### Ren și Stimpy Adult Party Cartoon
În 2003, Spike TV a produs un nou serial Ren și Stimpy, scris și regizat de Kricfalusi. Primele trei episoade s-au bazat pe ideile fanilor și poveștile care au fost respinse de Nickelodeon. Potrivit lui Kricfalusi, Spike a vrut să împingă noul serial sub tema South Park. El critică această nouă emisiune în special pentru starea sa nepotrivită. Doar trei episoade difuzate înainte ca întreaga animație să fie „pusă în așteptare” de Spike. seria completă a fost lansată pe DVD în 2006, incluzând trei episoade exclusive.

## Acuzații de abuz sexual
În martie 2018, foștii angajați ai Spümcø Robyn Byrd și Katie Rice au susținut pentru BuzzFeed că Kricfalusi i-a hărțuit sexual și le-a îngrijit în timp ce erau minori. Byrd a spus site-ului web că ea a avut o relație sexuală cu Kricfalusi în 1997, la vârsta de 16 ani, și a zburat în California pentru a locui cu el când avea 17 ani. Rice a spus că Kricfalusi a cochetat cu ea și a făcut comentarii sexuale deschise față de ea începând din momentul în care ea avea 14 ani și a hărțuit-o sexual când a împlinit 18 ani și a început să lucreze la studioul lui de animație, Spümcø. Documentele pe care Rice și Byrd le-au salvat din acei ani le coroborează poveștile, iar mai mulți oameni care au lucrat cu Kricfalusi s-au referit la hărțuirea lui sexuală ca pe un secret deschis în industria animației. Kricfalusi a fost, de asemenea, acuzat că deține pornografie infantilă pe computerul său. Deși acuzațiile au fost în cele din urmă raportate poliției, ei nu au putut nici să-l aresteze și nici să-l investigheze pe Kricfalusi, deoarece termenul de prescripție a trecut.
Drept răspuns, avocatul lui Kricfalusi a confirmat că „pentru scurt timp, în urmă cu 25 de ani, a avut o iubită de 16 ani”, dar a negat că „căutarea avidă” a lui Kricfalusi de Rice a fost hărțuire sexuală sau că ar fi posedat vreodată pornografie infantilă. Kricfalusi și-a adresat scuze femeilor și fanilor săi pentru comportamentul său, despre care a spus că a fost motivat de tulburarea bipolară nediagnosticată și tulburarea de hiperactivitate cu deficit de atenție (ADHD), precum și de „controlul slab al impulsurilor”. Byrd și Rice au criticat declarația lui Kricfalusi ca o lipsă de scuze și o încercare de a îndepărta vina.
Din cauza acuzațiilor, Kricfalusi nu va fi implicat în viitoarea renaștere de la Comedy Central a The Ren și Stimpy Show și nici nu va primi nicio compensație financiară din aceasta.
1. ↑  Kricfalusi, Michael John, Who's Who in Animated Cartoon[*]